# Sośnicowice
Sośnicowice (dodatkowa nazwa w j. niem. Kieferstädtel, czes. hist. Borovice* ) – miasto w południowej Polsce, w województwie śląskim, w powiecie gliwickim, siedziba władz gminy miejsko-wiejskiej Sośnicowice.
Według danych z 31 grudnia 2023 r. miasto miało 1958 mieszkańców.

## Położenie
Sośnicowice są położone w zachodniej części województwa śląskiego i Górnośląskiego Okręgu Przemysłowego (GOP), na Wyżynie Katowickiej w międzyrzeczu Kłodnicy i Bierawki. Historycznie leżą na Górnym Śląsku.
Według danych z 1 stycznia 2011 r. powierzchnia miasta wynosiła 11,67 km².
W latach 1975–1998 miejscowość administracyjnie należała do województwa katowickiego.

## Podział administracyjny

### Osiedla
- Choryńskowice

## Nazwa
Pierwotna nazwa wywodzi się od polskiego określenia drzewa – sosny. Niemiecki nauczyciel Heinrich Adamy zaliczył ją do grupy miejscowości, których nazwy wywodzą się od sosny. W swoim dziele o nazwach miejscowych na Śląsku wydanym w 1888 r. we Wrocławiu wymienia jako wcześniejszą od niemieckiej nazwę miasta w staropolskiej formie Sosniczowice.
Podobny wywód pochodzenia nazwy miejscowości podaje topograficzny opis Górnego Śląska z 1865 r., który notuje „Der Name der Stadt ist in deutscher Sprache Kieferstadtel, in lateinischer Sprache Sosnicowczca und in polnischer Sosnicowicz. Der Name soll daher entstanden sein, das der platz, wo Kieferstadtel gegrundet und erbaut wurde, mit einem Kieferwald bestanden war.”, czyli w tłumaczeniu na język polski „Nazwa miasta po niemiecku brzmi Kieferstadtel, po łacinie Sosnicowczca i po polsku Sosnicowicz. Nazwa powstała od placu, na którym założono Kieferstadtel gdzie wcześniej stał sosnowy las”. Do nazwy nawiązuje herb miasta przedstawiający sosnę.
Niemcy początkowo zgermanizowali nazwę na Schosnischowitz, a później dosłownie przetłumaczyli ją z języka polskiego na Kieferstädtel. W 1295 r. w kronice łacińskiej Liber fundationis episcopatus Vratislaviensis (pol. Księga uposażeń biskupstwa wrocławskiego) miejscowość wymienia w zlatynizowanej formie superiori Sossnessowitz. W roku 1613 śląski regionalista i historyk Mikołaj Henel z Prudnika wymienił miejscowość w swoim dziele o geografii Śląska pt. Silesiographia podając jej łacińską nazwę: Sassincovitium.
Niemieckojęzyczne źródła, z XIX wieku wielokrotnie wymieniają polską nazwę miasta zaraz obok niemieckiej. Opis Prus z 1819 r. notuje dwie nazwy „Kieferstädtel (Sosnizewice)”. Polską nazwę Sośnicowice w książce „Krótki rys jeografii Szląska dla nauki początkowej” wydanej w Głogówku w 1847 r. wymienił górnośląski pisarz i nauczyciel Józef Lompa. Polską nazwę Sośnicowice i niemiecką Kieferstädtel wymienia w 1896 r. górnośląski pisarz, ksiądz Konstanty Damrot w książce o nazewnictwie miejscowym na Śląsku. Na czeskiej mapie Markrabství Moravské a Vévodství Slezské z 1897 widnieje obok nazwy niemieckiej także dawna nazwa czeska Borovice. 
11 grudnia 2013 r. w miejscowości ustawiono dwujęzyczne tablice z jej nazwą.

## Historia

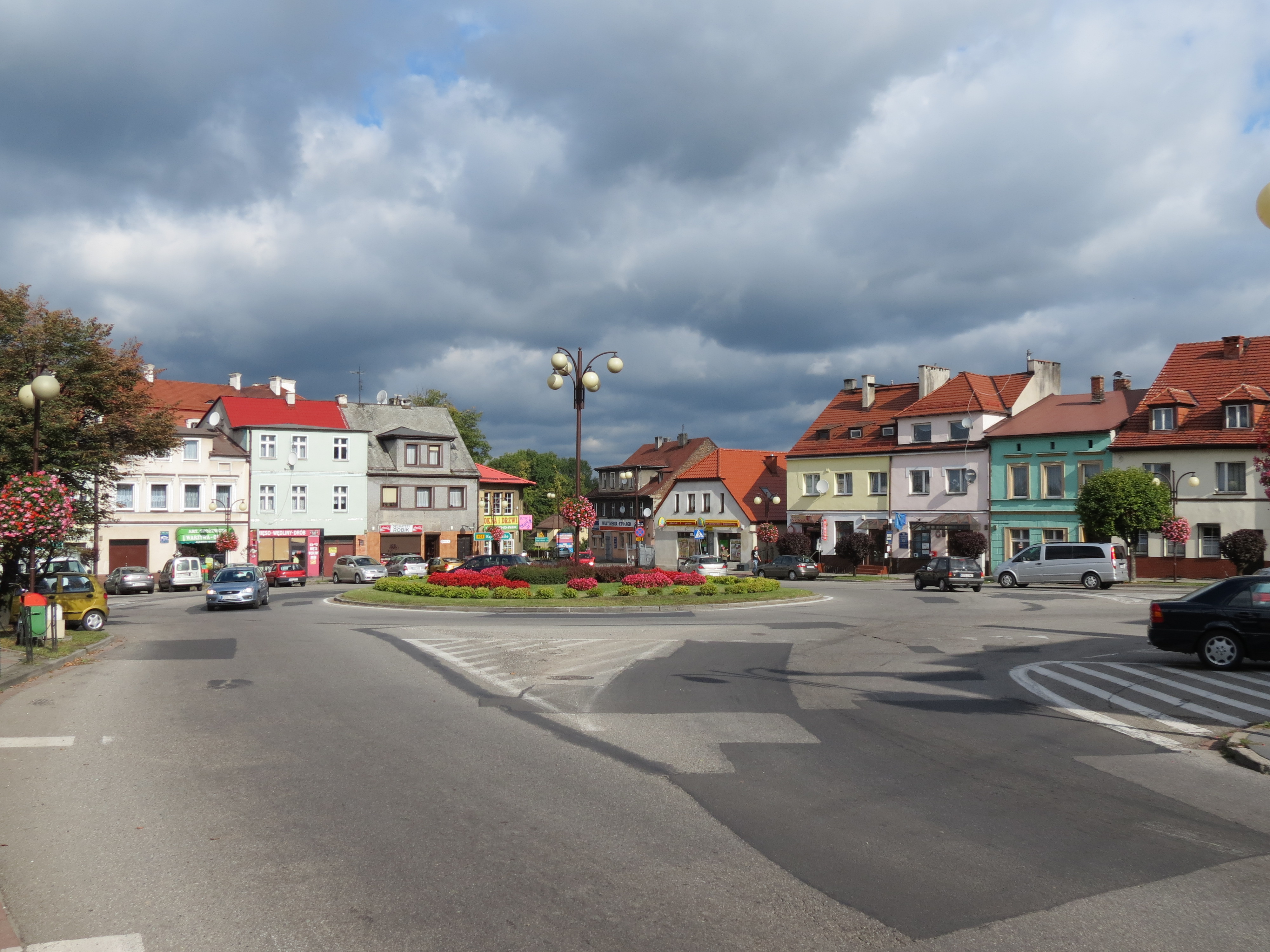
Sośnicowice, Rynek, widok od pd-wsch.

Wieś Sośnicowice wzmiankowana w 1305 r., założona prawdopodobnie przez księcia opolskiego – Władysława opolskiego. W 1683 r. ordynat Kozłowski witał tu króla Jana III Sobieskiego, zmierzającego na odsiecz Wiednia.
Topograficzny opis Górnego Śląska Felixa Triesta z 1865 r. notuje, że miasto (Weichbild) Kieferstädtel zostało krudowane i założone około 1526 na zlecenie Ferdinanda I Habsburga przez osadników czeskich. Jednak w ciągu lat miejsce języka czeskiego zajęła mowa polska, a w momencie publikacji 1/3 populacji mówiła po niemiecku – „(...) jedoch hat sich die böhmische Sprache nach und nach ganz verloren, an deren Stelle jetzt die polnische Sprache getreten ist; auch wird jetzt schon fast von 1/3 deutsch gesprochen”. W Sośnicowicach wówczas było 125 domów mieszkalnych, w większości z drewna i kryte gontem.
Według niemieckiego spisu powszechnego w 1910 roku liczba mieszkańców Sośnicowic wynosiła 969 osób, z których 673 zadeklarowało język polski jako ojczysty, a 242 język niemiecki.
W 1919 r. w mieście powstaje komórka Polskiej Organizacji Wojskowej Górnego Śląska. W ramach plebiscytu w marcu 1921 r. w Sośnicowicach zdecydowana większość, bo 555 głosów opowiedziało się za pozostaniem w Niemczech, a 150 za przyłączeniem do Polski. W czasie III powstania śląskiego w maju 1921 r. Sośnicowice zostały zdobyte przez 3 batalion Jana Woźniczka. Po podziale Górnego Śląska w 1922 roku gmina pozostała w granicach Niemiec.

## Demografia
Piramida wieku mieszkańców Sośnicowic w 2014 r.:

## Zabytki

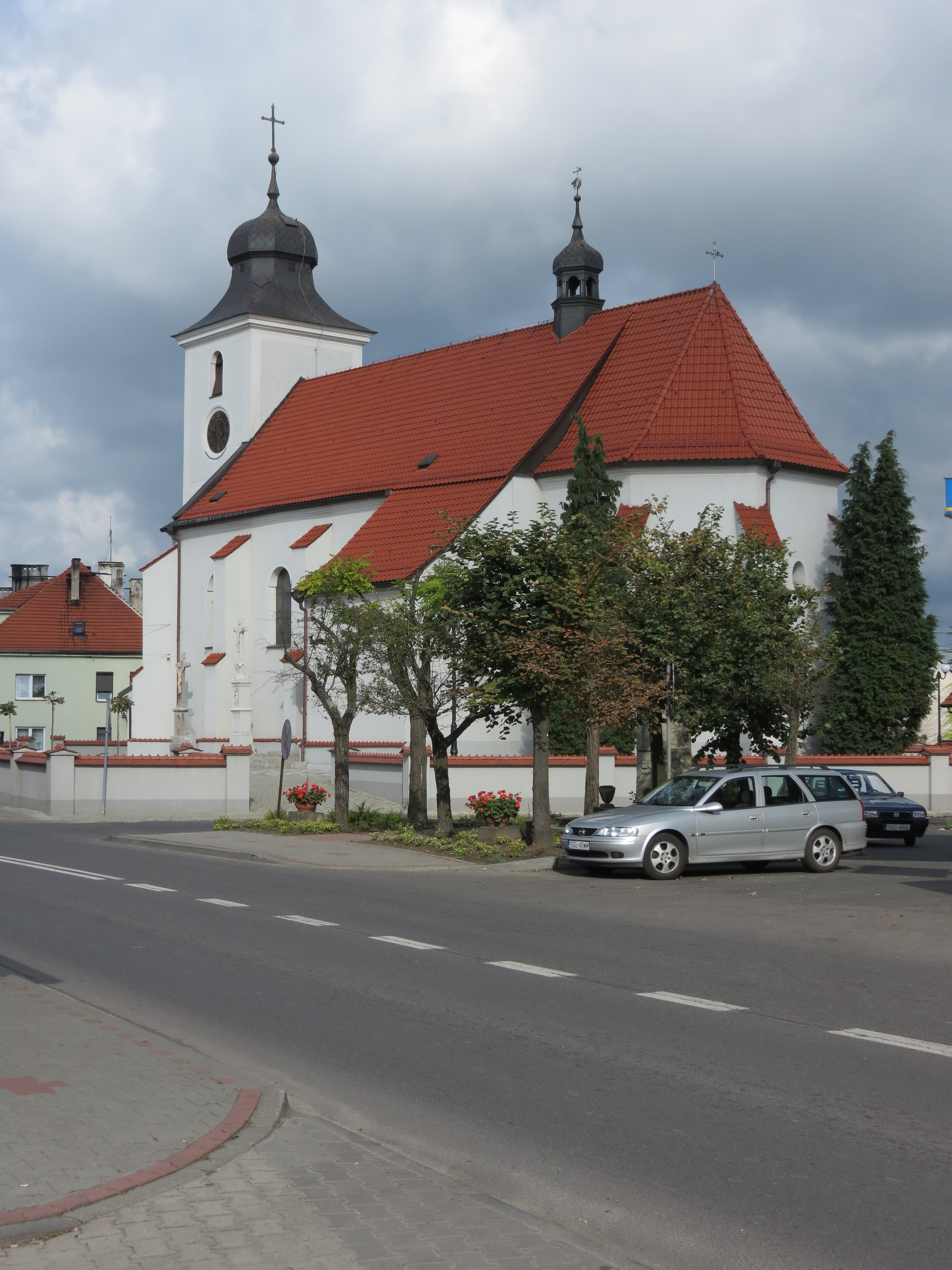
Kościół św. Jakuba Starszego

- Kapliczki – zabytkowe kapliczki przydrożne, między innymi św. Jana Nepomucena.
- Kościół św. Jakuba Starszego – późnogotycki kościół parafialny z 1447 r., przebudowany w stylu barokowym w latach 1786–1795. Wnętrze barokowe: ołtarz, ambona i rzeźby. Obok kościoła, prawdopodobnie średniowieczny, kamienny krzyż o nieznanej przyczynie fundacji. Hipoteza, że jest to tzw. krzyż pokutny nie ma oparcia w żadnych dowodach i oparta jest wyłącznie na nieuprawnionym, błędnym założeniu, że wszystkie stare kamienne monolitowe krzyże, są krzyżami pokutnymi[16].
- Pałac – późnobarokowy pałac z 1755 r. otoczony parkiem, w miejscu średniowiecznego zamku. Obecnie Dom Pomocy Społecznej dla Dzieci.
- Pomnik – Obelisk – pomnik wzniesiony dla uczczenia pamięci mieszkańców Sośnicowic poległych w walkach o polskość Górnego Śląska w latach 1919–1921.
- Układ urbanistyczny – zabytkowy układ urbanistyczny z niewielkim rynkiem i domami z XIX w.
- Budynek przy ulicy Raciborskiej 9 o historyzującej, neorenesansowej fasadzie wybudowany w 4. ćwierci XIX wieku. Mieścił niegdyś sklep mięsny, zachowała się jego dekoracyjna ceramika, metalowe wsporniki i haki oraz lampa. Na kafelkach umieszczono wzory geometryczne, na kilku sylwetki zwierząt – dwa razy owcy, raz świni, krowy i byka[17].

## Turystyka
Przez miasto przebiega szlak turystyczny:
- – Szlak Sośnicowicki

## Edukacja

### Przedszkola
- Miejskie Przedszkole, ul. Szprynek 3

### Szkoły podstawowe
- Szkoła podstawowa im. Juliusza Rogera, ul. Gliwicka 21 i ul. Gimnazjalna 6.

## Wspólnoty wyznaniowe
W mieście funkcjonuje jedna parafia rzymskokatolicka św. Jakuba.

## Komunikacja miejska
Komunikację miejską na terenie miasta organizuje ZTM i ZGKiM w Sośnicowicach.

### Autobusy
- Linia komunikacji miejskiej numer M100[18] i 924[19] obsługiwane przez ZTM (połączenie z Gliwicami, linia M100 kursuje z Centrum Przesiadkowego w Sośnicowicach do Centrum Przesiadkowego w Gliwicach, Linia 924 kursuje z Centrum Przesiadkowego w Sośnicowicach do pętli autobusowej znajdującej się na Osiedlu Waryńskiego w Gliwicach).
- Linia komunikacji miejskiej numer 1 i 2 obsługiwane przez ZGKiM w Sośnicowicach (połączenie z miejscowościami gminy).

## Transport

### Drogowy
Drogi wojewódzkie:
- 408
- 919

Autostrady:
- A4E40  (w odległości około 10 km od centrum Sośnicowic, węzeł Ostropa)

## Współpraca międzynarodowa
Miasta i gminy partnerskie:
- Linden
- Loučná nad Desnou